# Yeung Chau, Tai Po
Yeung Chau (kinesiska: 洋洲) är en ö i Hongkong (Kina). Den ligger i den norra delen av Hongkong. Arean är 0,12 kvadratkilometer.
Terrängen på Yeung Chau är platt.  I omgivningarna runt Yeung Chau växer i huvudsak städsegrön lövskog.